# 부코바르스리옘주

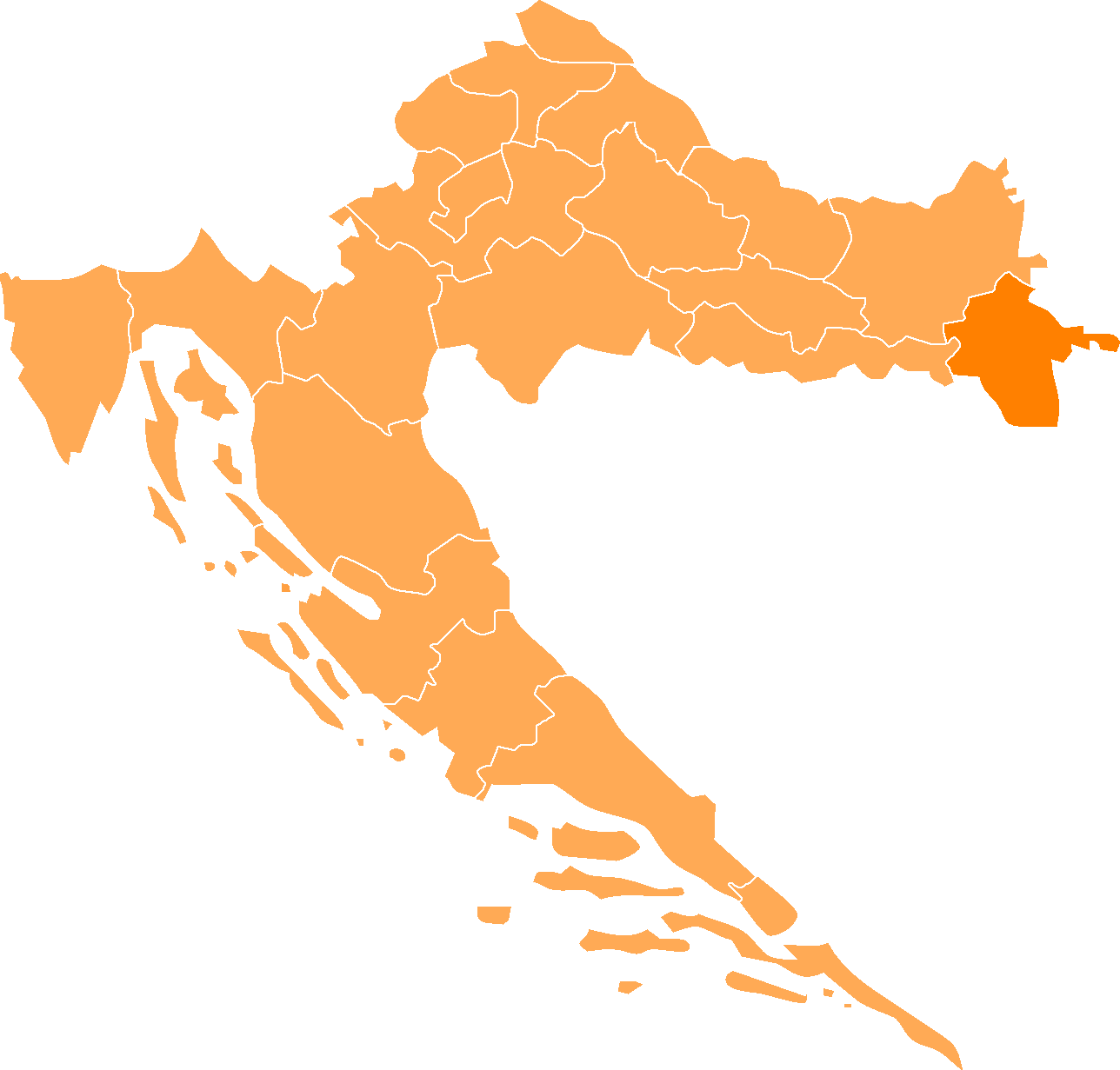
부코바르스리옘주의 위치

부코바르스리옘주(크로아티아어: Vukovarsko-srijemska županija)는 크로아티아 최동단에 위치한 주로 주도는 부코바르이며 면적은 2,448km2, 인구는 204,768명(2001년 기준), 인구 밀도는 83.6명/km2이다.
슬라보니아 지방 동부와 스리옘(시르미아) 지방 서부를 포함한다. 서쪽으로는 브로드포사비나주, 북쪽으로는 오시예크바라냐주와 접하며 동쪽으로는 세르비아, 남쪽으로는 보스니아 헤르체고비나와 국경을 접한다. 5개 시와 26개 지방 자치체를 관할하며 주 의회는 41개 의석으로 구성되어 있다.

주기
주 문장

## 인구
| 연도 | 인구    | ±%     |
| ---- | ------- | ------ |
| 1857 | 86,678  | —      |
| 1869 | 101,029 | +16.6% |
| 1880 | 104,801 | +3.7%  |
| 1890 | 117,918 | +12.5% |
| 1900 | 125,569 | +6.5%  |
| 1910 | 129,754 | +3.3%  |
| 1921 | 127,417 | −1.8%  |
| 1931 | 139,340 | +9.4%  |

| 연도 | 인구    | ±%     |
| ---- | ------- | ------ |
| 1948 | 152,472 | +9.4%  |
| 1953 | 166,956 | +9.5%  |
| 1961 | 193,224 | +15.7% |
| 1971 | 217,115 | +12.4% |
| 1981 | 223,919 | +3.1%  |
| 1991 | 231,241 | +3.3%  |
| 2001 | 204,768 | −11.4% |
| 2011 | 179,521 | −12.3% |